# لوزارتان
لوزارتان (به انگلیسی: Losartan)
رده درمانی: آنتاگونیست گیرنده آنژیوتانسین II .
اشکال دارویی: قرص

## موارد مصرف
لوزارتان برای درمان فشارخون بالا تجویز می‌شود.
لوزارتان در مواردی مانند فشارخون بالا با کنترل فشار خون در نارسایی های قلبی برای کاهش کار قلب و جهت محافظت از کلیه‌ها در بیماران مبتلا به دیابت نوع ۲ که با اختلالات کلیوی درگیر می باشند تجویز می شود.
لوزارتان هم‌چنین برای کاهش ریسک سکته‌ی مغزی در شرایط هایپرتروفی بطن چپ قلب مورد استفاده قرار می‌گیرد.

## مکانیسم اثر
لوزارتان یک آنتاگونیست گیرندهٔ آنژیوتانسین II است با فعالیت ضد فشار خون که عمدتاً ناشی از بلوک انتخابی گیرنده‌های AT۱ و کاهش اثر فشاری آنژیوتانسین II است.
آنژیوتانسین دو، ماده‌ای شیمیایی می‌باشد که در بدن مسئول تنگ کردن عروق خونی می‌باشد. همچنین این ماده با تاثیر بر روی ماده شیمیایی دیگر به نام آلدوسترون که مسئول افزایش حجم بخش مایع (آب و مایعات جذب شده) خون می‌باشد، جریان خون را افزایش می‌دهد. در نتیجه این داروها که در حقیقت اثر مهارکنندگی دارند، در کاهش کار قلب و کنترل فشار خون موثر می‌باشند. همچنین لوزارتان اثر محافظتی مطلوبی بر روی کلیه‌ها دارد.

## عوارض جانبی
افت فشارخون وضعیتی، گیجی، اختلال عملکرد کلیوی، کهیر و آنژیوادم، افزایش سطح خونی آنزیم‌های کبدی، درد عضلانی، افزایش پتاسیم خون و اختلالات گوارشی و تنفسی است و در مواردی باعث خواب آلودگی می گردد.